# Trillertapaculo
Der Trillertapaculo (Scytalopus parvirostris) zählt innerhalb der Familie der Bürzelstelzer (Rhinocryptidae) zur Gattung Scytalopus.
Früher wurde die Art als Unterart (Ssp.) des Einfarbtapaculos (Scytalopus unicolor) angesehen und als Scytalopus unicolor parvirostris bezeichnet, unterscheidet sich aber durch die Lautgebung.
Die Art kommt in Peru von der Region Amazonas südlich und östlich des Marañón bis zum Departamento Santa Cruz in Bolivien vor.
Das Verbreitungsgebiet umfasst Unterholz im tropischen oder subtropischen feuchten Bergwald zwischen 1800 und 2500 m in Peru und bis 3200 m Höhe in Bolivien. In Peru schließt sich weiter unterhalb der Lebensraum des Schieferrückentapaculos (Scytalopus femoralis), weiter oberhalb der des Grautapaculos (Scytalopus acutirostris) an. In Bolivien kommt der Weißkronentapaculo (Scytalopus bolivianus) unterhalb und der Diademtapaculo (Scytalopus schulenbergi) oberhalb vor.
Das Artepitheton kommt von lateinisch parvus ‚klein‘ und lateinisch rostrum ‚Schnabel‘.

## Merkmale
Der Vogel ist 10 bis 11 cm groß, das Männchen wiegt zwischen 17 und 21, das Weibchen zwischen 15 und 18 g. Die Art ist für einen Tapaculo ziemlich klein und überwiegend grau. Die Oberseite ist meist dunkelgrau, die Unterseite etwas blasser bis hellgrau, die Flanken sind dunkel rötlichbraun und wie der Untersteiß angedeutet dunkel gebändert. Die Iris ist braun, der Schnabel schwarz, die Füße dunkelbraun. Weibchen sind etwas blasser mit einem Hauch von Dunkelbraun, besonders auf Flügeln, Rumpf, Schwanz und Flanken, jeweils mit dunkler Bänderung. Jungvögel ähneln den Weibchen, können auf der Unterseite geschuppt aussehen.
Gegenüber dem Grautapaculo (Scytalopus acutirostris) hat die Art hellere Flanken, im Einzelfall kann jedoch eine Unterscheidung aufgrund des Aussehens kaum möglich sein. Der Gesang unterscheidet sich jedoch deutlich.
Die Art ist monotypisch.

## Stimme
Der Gesang wird als schneller, 210 bis 15 Sekunden langer Triller beschrieben.

## Lebensweise
Die Nahrung besteht aus hauptsächlich aus kleinen Wirbellosen, die allein oder in Paaren in Erdbodennähe im dichten Unterwuchs gesucht werden.
Über die Brutzeit ist nichts Genaues bekannt.

## Gefährdungssituation
Der Bestand gilt als nicht gefährdet (Least Concern).